# Ambassade du Canada en Israël
L'ambassade du Canada à Tel Aviv est l'ambassade canadienne en Israël. Elle est située au 3/5 rue Nirim, au 4e étage de l'immeuble Canada House. L'actuelle ambassadrice est Lisa Stadelbauer.

## Liste des ambassadeurs
- George Pirkis Kidd (chargé d'affaires) (18 octobre 1954 - 17 avril 1957)
- Terence MacDermot (18 novembre 1954 - 1957)
- Edgar D'Arcy McGreer (14 mars 1957 - 28 octobre 1958)
- Blanche Margaret Meagher (28 octobre 1958 - 1er décembre 1961)
- Jean-Marie Gaétan Déry (Chargé d'affaires) (1er décembre 1961 - août 1962)
- Arthur Julian Andrew (28 mai 1962 - 10 juillet 1965)
- William McKenzie Wood (Chargé d'affaires) (mars 1965 - 4 octobre 1965)
- Robert Louis Rogers (7 avril 1965 - 2 octobre 1969)
- Charles Eustace McGaughey (9 juin 1969 - 30 juin 1972)
- Thomas Paul Malone (23 mars 1972 - 2 septembre 1975)
- Edward Graham Lee (29 juillet 1975 - 3 juillet 1979)
- Joseph Stephen Stanford (4 avril 1979 - 13 septembre 1982)
- Vernon George Turner (22 septembre 1982 - 1985)
- James Bartleman (10 janvier 1986 - 2 novembre 1990)
- Michael Dougall Bell (15 novembre 1990 - 21 janvier 1992)
- Norman Spector (1er février 1992 - 2 août 1995)
- David Berger (4 juillet 1995 - 29 août 1999)
- Michael Dougall Bell (11 août 1999 - 2003)
- Donald Sinclair (31 juillet 2003 - 2006)
- Jon Allen (14 juin 2006 - 17 août 2010)
- Paul Hunt (10 août 2010 - 20 juin 2013)
- Vivian Bercovici (2 janvier 2014 - juin 2016)
- Deborah Lyons (18 juillet 2016 - mars 2020)
- Lisa Stadelbauer (25 mars 2021 - aujourd'hui)